# DeAndre Lansdowne
DeAndre John Lansdowne (* 6. Juni 1989) ist ein US-amerikanischer Basketballspieler.

## Laufbahn
Lansdowne wuchs bei Pflegeeltern in Albuquerque (US-Bundesstaat Neumexiko) auf und spielte an der Sandia High School. Zwischen 2007 und 2011 spielte er am Fort Lewis College in Colorado. In dieser Zeit wurde er in 123 Partien der zweiten NCAA-Division eingesetzt und verbuchte im Schnitt 15,1 Punkte, 4,7 Rebounds, 2,1 Korbvorlagen sowie 1,7 Ballgewinne. Mit insgesamt 1861 erzielten Punkten stellte er einen neuen Rekord in der „ewigen Bestenliste“ der Basketball-Mannschaft des Fort Lewis College auf.
Da die Zusammenarbeit mit einem Spielerberater keinen Ertrag erbrachte und Lansdowne vereinslos blieb, arbeitete er zeitweilig als Maurer. Vier Jahre nach dem Ende seiner Hochschulbasketballkarriere begann Lansdowne in Mexiko seine Profi-Laufbahn. Zur Saison 2015/16 wechselte er nach Deutschland und verstärkte die Hertener Löwen in der 2. Bundesliga ProB. Lansdowne ließ in der dritthöchsten deutschen Liga mit starken Leistungen aufhorchen und erzielte für die Löwen in 28 Einsätzen im Schnitt 22,5 Punkte sowie 8,1 Rebounds, 3,7 Vorlagen und 2,5 Ballgewinne pro Spiel. Seine Saisonbestleistung für Herten waren 46 Zähler im Duell mit Schwelm Mitte Dezember 2015. Zwar musste der US-Amerikaner mit seiner Mannschaft den Abstieg aus der 2. Bundesliga ProB hinnehmen, wurde vom Basketballinternetdienst eurobasket.com jedoch zum besten Spieler der ProB-Saison 2015/16 gekürt.

Seine Leistungen in Herten weckten das Interesse höherklassiger Mannschaften, im Juni 2016 wurde Lansdowne von den Hamburg Towers aus der 2. Bundesliga ProA verpflichtet. Teile der Saison 2016/17 verpasste er wegen eines Außenbandrisses am rechten Fuß. Für die Hamburger erzielte er in der Saison 2016/17 in 27 Spielen im Schnitt 12,3 Punkte, verbuchte fünf Rebounds und gab 2,3 Korbvorlagen.

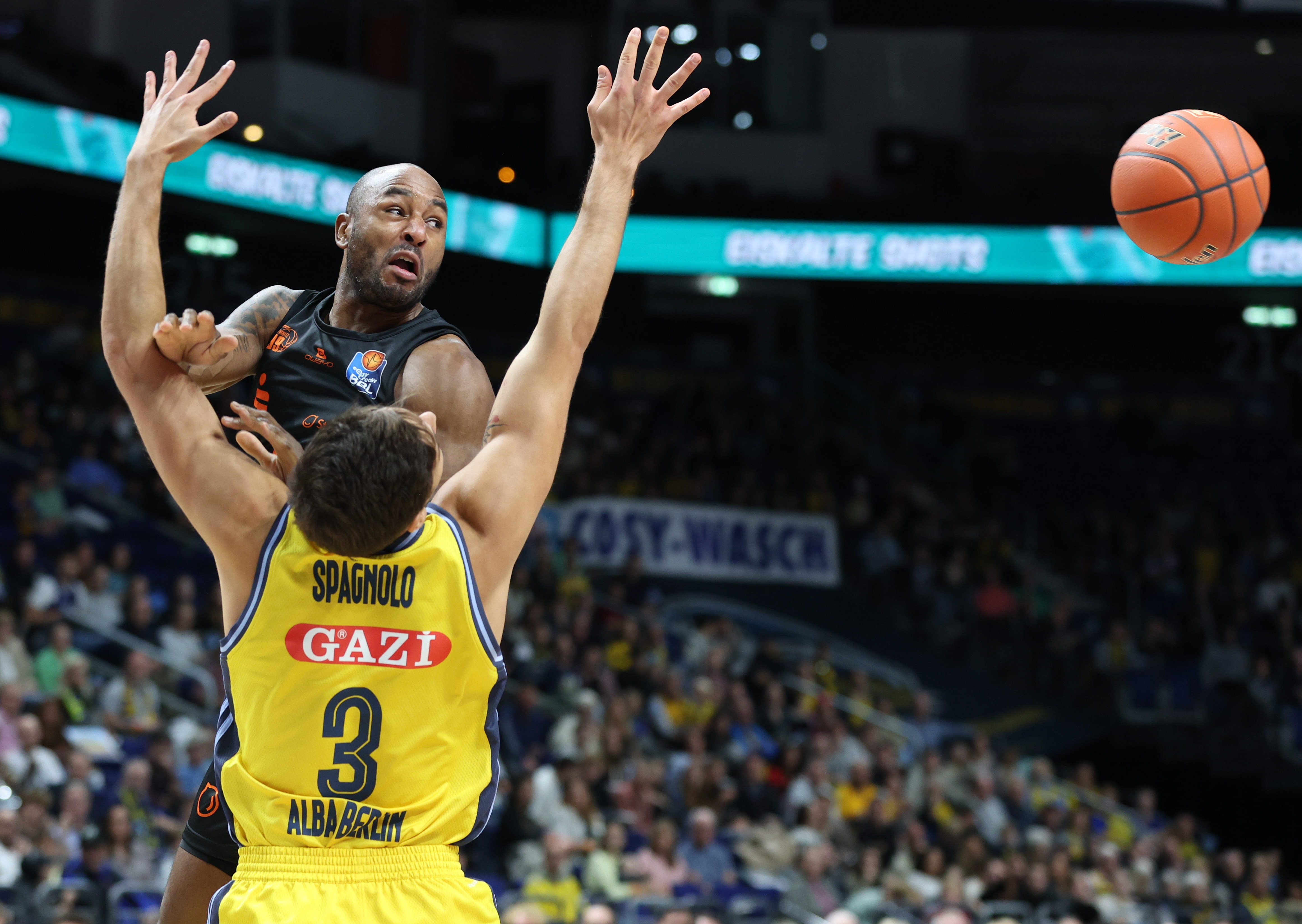
DeAndre Lansdowne im Zweikampf mit Matteo Spagnolo (2024)

Im Juli 2017 wurde er vom Erstligisten Basketball Löwen Braunschweig unter Vertrag genommen. In seiner ersten Bundesliga-Saison bestritt er 34 Spiele für die Niedersachsen, stand dabei stets in der Anfangsaufstellung und erzielte als zweitbester Braunschweiger Korbschütze im Schnitt 14,7 Punkte pro Begegnung. Hinzu kamen 4,1 Rebounds sowie 3,3 Korbvorlagen pro Einsatz. Im Spieljahr 2018/19 führte Lansdowne die Niedersachsen mit einem Punktedurchschnitt von 18,5 je Partie an.
Ende Juni 2019 wurde er vom italienischen Erstligisten Basket Brescia Leonessa unter Vertrag genommen. In Brescias Farben bestritt er 21 Serie-A-Spiele und erzielte 13,3 Punkte je Einsatz. Nach einem Spieljahr verließ er Italien und nahm im Juni 2020 ein Angebot des französischen Erstligisten SIG Straßburg an. Dort wurde ihm das Amt des Mannschaftskapitäns übertragen. Dieses hatte er bis 2023 inne, als seine Straßburger Zeit zu Ende ging.
Lansdowne einigte sich in der Sommerpause 2023 mit dem deutschen Bundesligisten Niners Chemnitz auf einen Vertrag. Er wurde im Februar 2024 als Bundesliga-Spieler des Monats ausgezeichnet. Mit Chemnitz gewann er im April 2024 den Europapokalwettbewerb FIBA Europe Cup. Zur Saison 2025/26 wechselte Lansdowne innerhalb der Bundesliga von den Chemnitzern zu den Rostock Seawolves.